# Songs of Praise (альбом Shame)
Songs of Praise — дебютный студийный альбом британской постпанк-группы Shame, выпущенный 12 января 2018 года на лейбле Dead Oceans.

## Отзывы
| Совокупная оценка | Совокупная оценка |
| Источник          | Оценка            |
| ----------------- | ----------------- |
| AnyDecentMusic?   | 7.9/10            |
| Metacritic        | 83/100            |
| Оценки критиков   |                   |
| Источник          | Оценка            |
| AllMusic          | [ 5 ]             |
| Financial Times   | [ 6 ]             |
| The Guardian      | [ 7 ]             |
| Mojo              | [ 8 ]             |
| NME               | [ 9 ]             |
| Pitchfork         | 7.5/10            |
| Q                 | [ 11 ]            |
| Record Collector  | [ 12 ]            |
| The Times         | [ 13 ]            |
| Uncut             | 8/10              |

Альбом получил положительные отзывы от музыкальных критиков. На сайте Metacritic, который присваивает нормализованную оценку из 100 баллов отзывам критиков, альбом получил средний балл 83, основанный на 20 отзывах, что свидетельствует о «всеобщем признании».
Рецензируя альбом для The Times в январе 2018 года, Уилл Ходжкинсон сказал: «Этот альбом наполнен волнением и уверенностью, исходящими из каждой песни, духом панк-рока, получившего заряд энергии для нового поколения». Ив Барлоу из Pitchfork заявил: «Британская рок-группа отделяет себя от своих сверстников, наделяя свою пост-подростковую ярость остроумием и, что очень важно, самоуничижительным осознанием того, что они могут никогда не добиться успеха». В журнале Mojo Мартин Астон назвал Songs of Praise «зажигательным дебютом» группы, которая представляет собой «вязкий, истёртый, звенящий рэкет, но все ещё помнящий о мелодиях».
Роберт Кристгау отозвался об альбоме весьма тепло и сказал, что хотя Shame могут «собрать быструю рок-песню — я понимаю, откуда в их хвалебных рецензиях взялось почётное слово „панк“, но эта музыка просто недостаточно интенсивна, чтобы заслужить его, — их воздействие лишено какого-либо вида подъёма: юмора, сочувствия, солидарности, лирики с изюминкой, всего того банального, на что у меня сохранилась тяга. Формально гимнично, а духовно нет — вот как это можно сформулировать. Правда, это превратилось в менталитет белого мужчины, недуг и все такое. Часть проблемы, а не часть решения. Может быть, они как-нибудь выберутся из этого? Надеюсь, что да».

### Итоговые списки
| Публикация         | Список                     | Год | Ранг   |
| ------------------ | -------------------------- | --- | ------ |
| Piccadilly Records | Top 100 Albums of 2018     | 72  | [ 16 ] |
| Rough Trade        | Top 100 Albums of 2018     | 1   | [ 17 ] |
| Paste              | The 50 Best Albums of 2018 | 12  | [ 18 ] |

## Список композиций
Слова и музыка всех песен — Shame.
| №                   | Название            | Длительность |
| ------------------- | ------------------- | ------------ |
| 1.                  | «Dust on Trial»     | 3:34         |
| 2.                  | «Concrete»          | 3:34         |
| 3.                  | «One Rizla»         | 3:34         |
| 4.                  | «The Lick»          | 4:11         |
| 5.                  | «Tasteless»         | 3:05         |
| 6.                  | «Donk»              | 1:41         |
| 7.                  | «Gold Hole»         | 4:46         |
| 8.                  | «Friction»          | 4:31         |
| 9.                  | «Lampoon»           | 2:34         |
| 10.                 | «Angie»             | 6:55         |
| Общая длительность: | Общая длительность: | 38:29        |

## Позиции в чартах
| Чарт (2018)                       | Высшая позиция |
| --------------------------------- | -------------- |
| Бельгия/Фландрия (Ultratop)       | 42             |
| Бельгия/Валлония (Ultratop)       | 175            |
| Франция (SNEP)                    | 106            |
| Нидерланды (Album Top 100)        | 94             |
| Шотландия (Scottish Albums Chart) | 41             |
| Великобритания (UK Albums Chart)  | 32             |